# Die Familiendetektivin
Die Familiendetektivin ist eine deutsche Fernsehserie, die das ZDF vom 11. Januar bis 29. März 2014 ausstrahlte. Die im Serientitel genannte Hauptfigur ist alleinerziehende Mutter zweier Kinder.
Am 18. März 2014 wurde bekannt, dass die Serie nach der 10. Episode eingestellt wird. Als Grund wurden das geringe Zuschauerinteresse genannt.

## Handlung
Julie Berg, alleinerziehende Mutter und bisherige Gelegenheitsjobberin, steht im Zentrum der neuen Familienserie. Sie zieht mit ihren beiden halbwüchsigen Kindern nach Augsburg und wagt einen Neustart. Mehr zufällig als geplant rutscht sie in den Beruf der Privatermittlerin, deren Arbeitsfeld allerdings ganz und gar im Zwischenmenschlichen angesiedelt ist. Als Familiendetektivin kümmert sie sich um verschwundene Personen, um Menschen auf der Suche nach ihren Wurzeln oder nach ihrer wahren Identität.

## Besetzung

### Hauptdarsteller
| Schauspieler      | Rollenname  | Folgen | Bemerkungen                            |
| Elena Uhlig       | Julie Berg  | 1–10   | Mutter von Frizzi und Oskar            |
| Leonie Brill      | Frizzi Berg | 1–10   | Tochter von Julie, Schwester von Oskar |
| Joshua van Dalsum | Oskar Berg  | 1–10   | Sohn von Julie, Bruder von Frizzi      |

### Nebendarsteller
| Schauspieler       | Rollenname       | Folgen | Bemerkungen                         |
| Rita Russek        | Maria Birkenkamp | 1–10   |                                     |
| Mirco Reseg        | Robert Schmitt   | 1–10   | Lebensgefährte von Maria            |
| Heikko Deutschmann | Conrad Haas      | 1–10   | Bruder von Karla, Hauptkommissar    |
| Nils Wagener       | Jakob Holtz      | 1–10   | Freund von Frizzi                   |
| Annina Hellenthal  | Karla Haas       | 1–10   | Schwester von Conrad                |
| Sarah Brandner     | Fiona Schneider  | 3–10   | Assistentin von Hauptkommissar Haas |

## Episodenliste
| Nr. (ges.) | Nr. (St.) | Originaltitel                | Erstausstrahlung D |
| ---------- | --------- | ---------------------------- | ------------------ |
| 1          | 1         | Der Ruf                      | 11. Jan. 2014      |
| 2          | 2         | Ein Notfall                  | 18. Jan. 2014      |
| 3          | 3         | Vertauscht                   | 25. Jan. 2014      |
| 4          | 4         | Mütter                       | 1. Feb. 2014       |
| 5          | 5         | Ein alter Freund             | 8. Feb. 2014       |
| 6          | 6         | Doppelleben                  | 1. März 2014       |
| 7          | 7         | Der verlorene Sohn           | 8. März 2014       |
| 8          | 8         | Brüderchen und Schwesterchen | 15. März 2014      |
| 9          | 9         | Wurzeln                      | 22. März 2014      |
| 10         | 10        | Liebeslied                   | 29. März 2014      |

## Produktion
Die Serie wurde in München und Umgebung, in der Bavaria Filmstadt Geiselgasteig und in Augsburg gedreht und von der Bavaria Fernsehproduktion produziert. Drehbuchautorin war Rodica Doehnert, die Regisseure waren Ulli Baumann und Jorgo Papavassilou.

## Rezeption
Die Augsburger Allgemeine berichtete nach dem Serienstart, dass die Einschaltquoten eher mäßig waren, lobt aber die Hauptdarstellerin. Der Tagesspiegel lobt Drehbuch und Dialoge. Für die Neue Osnabrücker Zeitung ist die Reihe mehr Familienserie als Krimi. Sie lobt ebenfalls Drehbuch und Hauptdarstellerin.